# 남광초등학교
남광초등학교는 대한민국 제주특별자치도 제주시에 있는 공립 초등학교이다.

## 학교 연혁
- 1985년 9월 20일 : 남광국민학교 설립인가
- 1988년 3월 1일 : 초대 김봉육교장 취임
- 1988년 3월 7일 : 개교(10학급 인가)
- 1991년 1월 25일 : 교지 ‘남광’ 창간호 발간
- 1991년 2월 20일 : 제 1 회 졸업생 배출
- 1992년 1월 17일 : 제주도교육청지정 민주시민교육시범학교
- 1992년 2월 6일 : 급식학교 지정
- 1992년 11월 27일 : 급식소(조리실50평,다목적식당 150평)준공식, 제1회 남광국민학교 학예발표회
- 1993년 3월 13일 : 청솔관(급식소) 및 송덕비 건립
- 1993년 4월 30일 : ‘남광소식’ 제 1호 발간
- 1993년 11월 5일 : 청솔관 전후면 및 운동장 스탠드 차광시설
- 1993년 11월 10일 : 민주시민교육시범운영발표
- 1995년 3월 1일 : 37학급인가, 남광초등학교로 개명
- 1996년 3월 29일 : 교육부장관 내교 간담회개최 기념식수
- 1997년 10월 13일 : 관리동 2층 증축 교실 4, 화장실2동 증축
- 1997년 11월 12일 : 제주도 교육청지정 연구학교 공개보고회
- 1998년 5월 29일 : 교육감, 회장기 전도 종별 육상대회 (여자부 우승)
- 1998년 11월 5일 : 한라일보 회장기 전도 탁구대회 (우승)
- 1999년 5월 29일 : 전국소년체전 탁구 3위 입상
- 2000년 5월 13일 : 탐라 함창제 최우수상
- 2000년 10월 29일 : 전도 자율축구대회 우승
- 2001년 2월 25일 : 제10회 회장배 전도 우슈협회 선수권대회 우승
- 2001년 7월 27일 : 제35회 교육감기 도민 체육대회 우슈 종합우승
- 2001년 10월 11일 :   제2회 전도 119 소방동요 경연대회 대상
- 2002년 3월 1일 : 49학급 인가, 제주시교육청 지정 교통안전교육 시범학교(1년)
- 2002년 5월 13일 : 2002 제주 별빛축제 감상문 쓰기 초등학교부 대상
- 2002년 5월 18일 : 제13회 탐라합창제 초등부 합창 최우수
- 2002년 9월 28일 : 제3회 제주 창작 국악 동요제 최우수
- 2003년 3월 15일 : 남광 도서관 개관
- 2003년 5월 15일 : 남광15년사 발간
- 2003년 8월 15일 : 본관 동쪽 화장실 개축
- 2003년 11월 20일 : NEIS(교육행정 정보 시스템) 시범학교 운영보고회(학생문화원)
- 2004년 2월 3일 : 본관 서쪽 화장실 및 동쪽 계단 증축공사 준공
- 2004년 5월 1일 : 교육인적자원부 지정 사회복지사 활용 연구학교 운영(2년)
- 2006년 12월 23일 : 급식실 현대화 및 다목적 강당(청솔관)개관
- 2009년 2월 20일 : 급식소 통로 비가림 시설
- 2009년 12월 1일 : 운동장 우레탄 트랙 설치공사
- 2009년 12월 1일 : 교문이전
- 2010년 10월 2일 : 잔디 운동장 준공
- 2010년 10월 28일 : NIE 시범학교 운영
- 2011년 3월 1일 :   교육실습대용학교 운영
- 2012년 3월 1일 : 통일부 요청 제주특별자치도교육청지정 통일교육 시범학교 운영
- 2012년 10월 10일 : 남광초등학교 수학 과학(5학년 20명, 6학년 20명)영재학급 설치 승인
- 2015년 10월 8일 : 급식실 연결통로 비가림 공사
- 2016년 3월 1일 : 교실수업개선 선도학교운영(1년)
- 2016년 7월 30일 : 천연잔디 운동장 및 다목적구장 조성
- 2016년 8월 30일 : 우수 저장시설 설치 및 놀이마당 조성
- 2016년 12월 5일 : 2개 교실 증축
- 2017년 2월 10일 : 제27회 졸업 265명 총 졸업생 7,180명
- 2017년 3월 1일 : 제주대학교 교육대학 교육실습 대용학교 운영(-2020.2.28.)
- 2017년 3월 1일 : 45학급(특수학급 1학급 포함) 편성
- 2017년 3월 1일 : 제13대 홍창진 교장 부임
- 2017년 8월 19일 : 비가림 조성
- 2017년 8월 21일 : 보건실 현대화 사업
- 2018년 1월 5일 : 제28회 졸업 224명, 총 졸업생 7404명
- 2018년 2월 22일 : 본관 3층 교실, 특별교실, 학년 연수실 대수선
- 2018년 3월 1일 : 본관 2층 바닥공사
- 2018년 9월 1일 : 제14대 김경희 교장 부임
- 2019년 1월 31일 : 제29회 졸업 232명, 총 졸업생 7636명
- 2019년 3월 1일 : 44학급(특수학급 포함) 편성

## 참고 자료
- 남광초등학교 - 한국교육학술정보원 학교알리미